# Hectogone
En géométrie, un hectogone ou hécatontagone est un polygone à 100 sommets, donc 100 côtés et 4 850 diagonales.
La somme des angles internes d'un hectogone non croisé vaut 17 640 degrés.

## Hectogones réguliers
Un hectogone régulier est un hectogone dont les côtés ont même longueur et dont les angles internes ont même mesure. Il y en a vingt : dix-neuf étoilés (notés {100/k} pour k impair de 3 à 49 sauf les multiples de 5) et un convexe (noté {100}). C'est de ce dernier qu'il s'agit lorsqu'on parle de « l'hectogone régulier ».
| Représentation      |        |         |         |         |          |
| Symbole de Schläfli | {100}  | {100/3} | {100/7} | {100/9} | {100/11} |
| Angle interne       | 176,4° | 169,2°  | 154,8°  | 147,6°  | 140,4°   |

| Représentation      |          |          |          |          |          |
| Symbole de Schläfli | {100/13} | {100/17} | {100/19} | {100/21} | {100/23} |
| Angle interne       | 133,2°   | 118,8°   | 111,6°   | 104,4°   | 97,2°    |

| Représentation      |          |          |          |          |          |
| Symbole de Schläfli | {100/27} | {100/29} | {100/31} | {100/33} | {100/37} |
| Angle interne       | 82,8°    | 75,6°    | 68,4°    | 61,2°    | 46,8°    |

| Représentation      |          |          |          |          |          |
| Symbole de Schläfli | {100/39} | {100/41} | {100/43} | {100/47} | {100/49} |
| Angle interne       | 39,6°    | 32,4°    | 25,2°    | 10,8°    | 3,6°     |

## Caractéristiques de l'hectogone régulier
Chacun des 100 angles au centre mesure {\displaystyle {\frac {360^{\circ }}{100}}=3{,}6^{\circ }} et chaque angle interne mesure {\displaystyle {\frac {17\,640^{\circ }}{100}}=176{,}4^{\circ }}.
Si a est la longueur d'une arête :
- le périmètre vaut {\displaystyle P=100\,a} ;
- l'aire vaut {\displaystyle A=25\,a^{2}\cot \left({\frac {\pi }{100}}\right)} ;
- l'apothème vaut {\displaystyle H={\frac {2\,A}{P}}={\frac {a}{2}}\cot \left({\frac {\pi }{100}}\right)} ;
- le rayon vaut {\displaystyle R={\frac {H}{\cos \left({\frac {\pi }{100}}\right)}}={\frac {a}{2\sin \left({\frac {\pi }{100}}\right)}}}.

L'hectogone est constructible à la règle et au compas. 